# Rio São Luís
Le rio São Luís (« rivière saint-Louis ») est un cours d'eau qui baigne l’État de l’Acre, au Brésil.